# RepRap Morgan
RepRap Morgan là một máy in 3D kiểu mô hình hóa lắng đọng nóng chảymã nguồn mở. Morgan là một phần của dự án RepRap và có thiết kế cánh tay SCARA đặc biệt. Máy in Morgan đầu tiên được thiết kế bởi Quentin Harley, một kỹ sư Nam Phi (làm việc cho Siemens vào thời điểm đó) tại Makerspace House4Hack ở Centurion. Thiết kế cánh tay SCARA được phát triển do thiếu sự truy cập vào các thành phần của các thiết kế máy in 3D hiện có ở Nam Phi và chi phí tương đối cao. Vào năm 2013, Morgan đã giành Giải thưởng Sản xuất Cá nhân Uplift HumanityPlus và vị trí thứ ba trong Chương trình Tăng tốc Gauteng.
Tên Morgan xuất phát từ quy ước RepRap về đặt tên máy in sau khi các nhà sinh vật học nổi tiếng đã chết. Các máy in Morgan được đặt tên theo Thomas Hunt Morgan. Ông nghiên cứu về bộ gen của ruồi giấm nổi tiếng với vợ ông, Lilian Vaughan Morgan. Tên của họ được sử dụng trong các tên mã phát triển cho hai thế hệ đầu tiên của máy in 3D Morgan.
Các máy in Morgan hiện được sản xuất toàn thời gian bởi nhà phát minh trong một  xưởng nhỏ trong nhà máy sản xuất House4Hack.

## Các phiên bản
Có bốn phiên bản của RepRap Morgan, Morgan v1 (tên mã là Thomas), Morgan Pro, Morgan Mega và Morgan Pro 2 (có tên mã là Lilian).

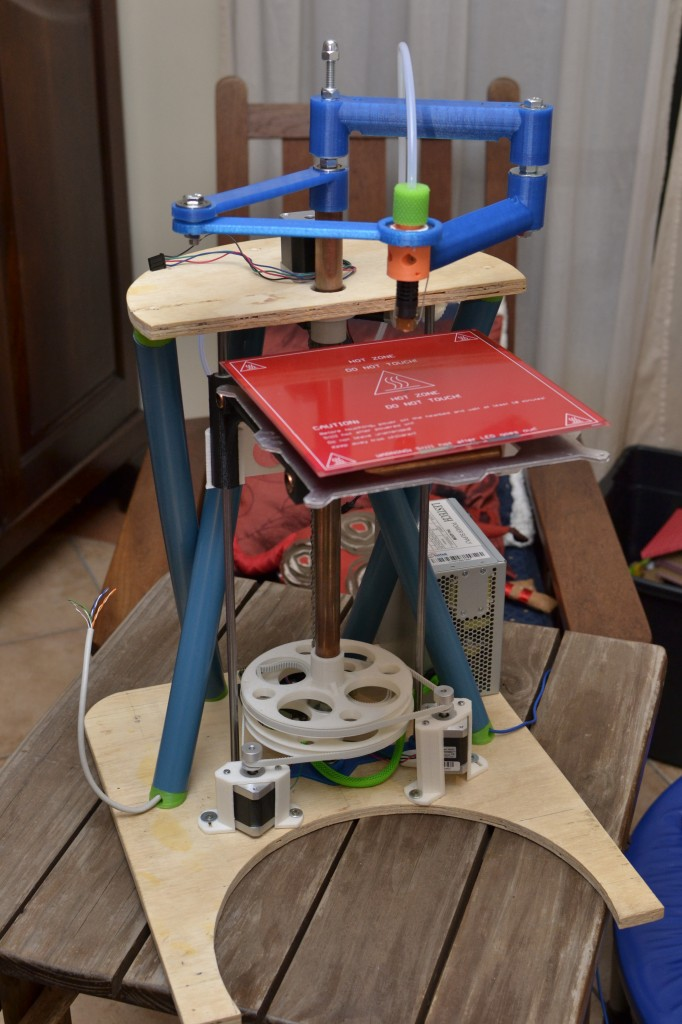
RepRap Morgan v1
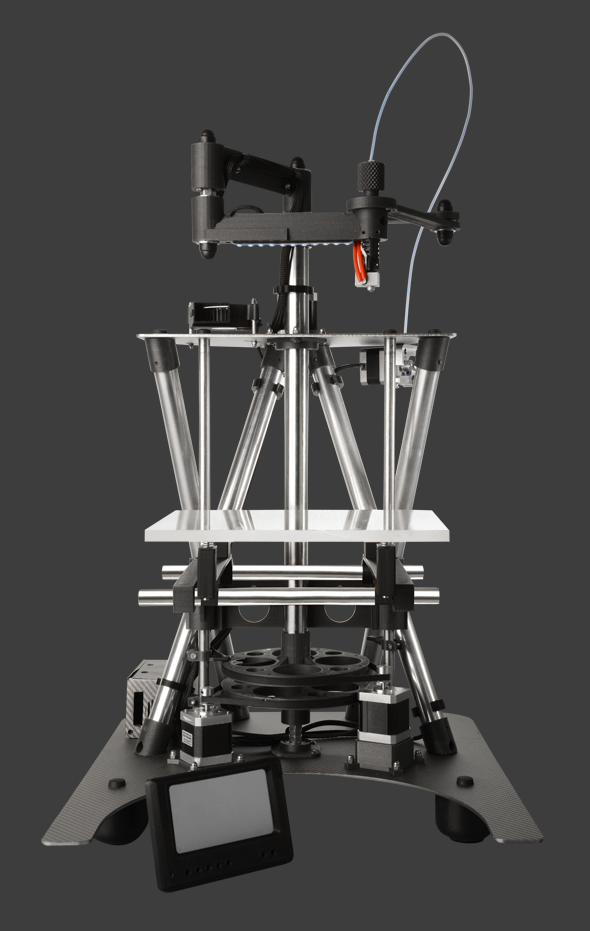
RepRap Morgan Pro
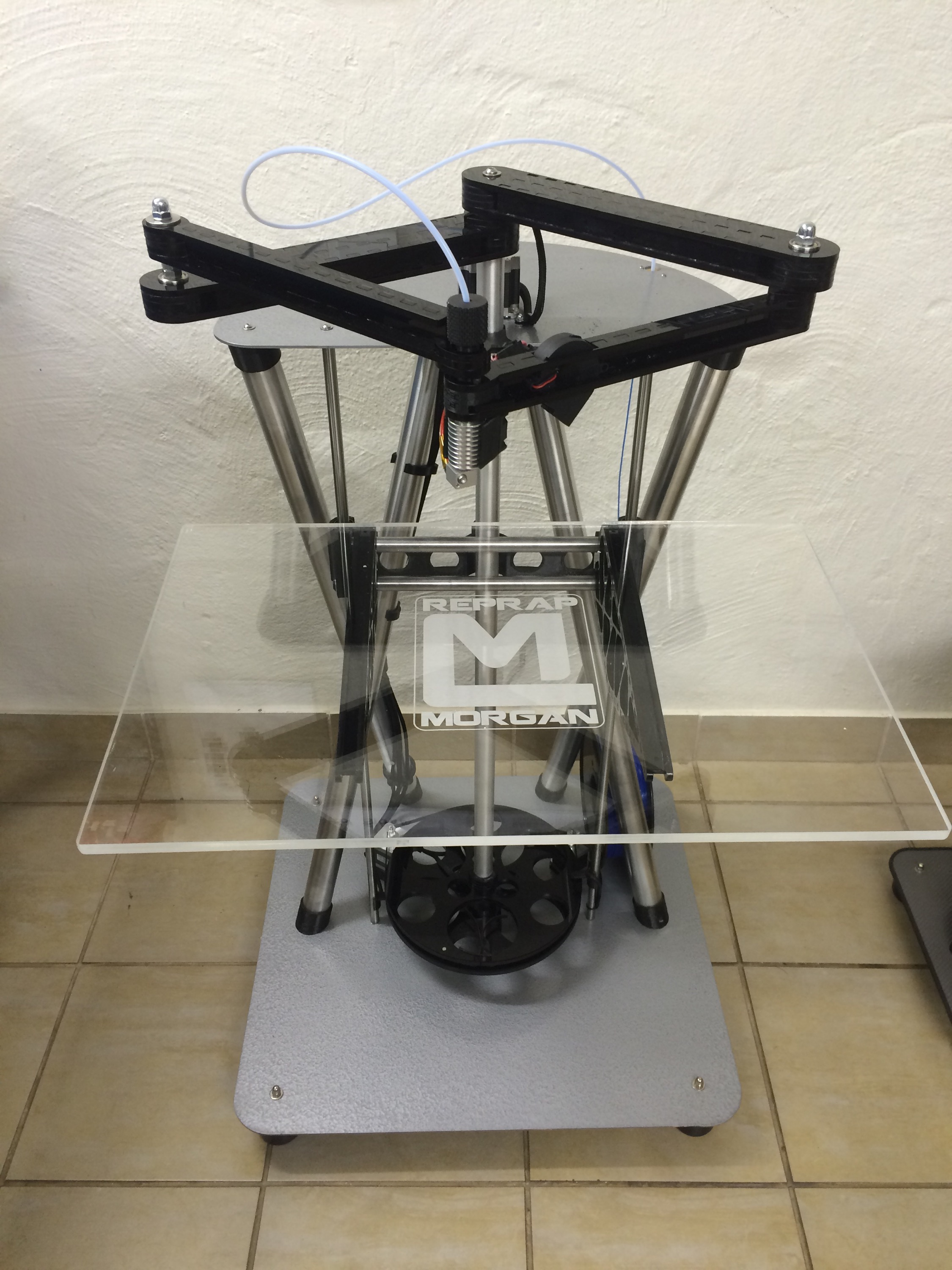
RepRap Morgan Mega
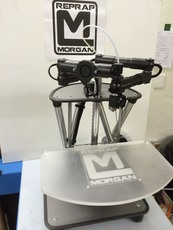
RepRap Morgan Pro 2